# То Ритхья
То Ритхья (англ. To Rithya, 10 октября 1967) — камбоджийский легкоатлет, выступающий в марафонском беге. Участвовал в летних Олимпийских играх 1996 и 2000 годов.

## Биография
То Ритхья родился 10 октября 1967 года.
В 1996 году вошёл в состав сборной Камбоджи на летних Олимпийских играх в Атланте. Занял в марафонском беге 105-е место среди 111 финишировавших, показав результат 2 часа 47 минут 1 секунды и уступив победителю — Джозайе Тугване из ЮАР 34 минуты 25 секунд.
В 2000 году вошёл в состав сборной Камбоджи на летних Олимпийских играх в Сиднее. Занял в марафонском беге 80-е место среди 81 финишировавшего, показав результат 3 часа 3 минуты 56 секунд и уступив победителю — Гезахегне Абера из Эфиопии 53 минуты 45 секунд.
То был знаменосцем сборной Камбоджи на церемониях открытия обеих Олимпиад.

## Личный рекорд
- Марафон — 2:34.43 (1995)[4]